# Novo keynesianismo
O neokeynesianismo ou nova escola keynesiana são termos introduzidos por Paul Samuelson (Prêmio Nobel de economia) para se referir ao projeto de integrar as visões das escolas neoclássicas com keynesianas. 
O neokeynesianismo foi uma das correntes de pensamentos sócio-econômicos aplicados em gestões econômicas em âmbito mundial na segunda metade do século XX devido à recessão econômica mundial oriunda da grande depressão. A abordagem keynesiana no neokeynesianismo surge a partir da síntese das primeiras ideias de John Maynard Keynes e das visões oriundas das escolas neoclássicas sobre o livre mercado. 
De forma genérica, a escola neokeynesiana defende a economia de mercado onde exista uma regulação minima na economia por parte de órgãos e agentes reguladores controlados pelo estado para corrigir as falhas de mercado que possivelmente estejam presentes, a fim de maximizar os benefícios para a sociedade, além de alinhar uma politica de estado de bem estar social apoiado sobre o viés do liberalismo social.

## Principais ideias do pensamento neokeynesiano
Ao contrário das escolas neoclássicas, os neokenesianos rejeitam a versão pura do capitalismo laissez-faire por considerarem uma falácia a ideia que os livres-mercados seriam capazes de resolver, de per se (sozinhos), todos os problemas que afetam uma sociedade (por exemplo disparatada desigualdade social, falta de oportunidades de emprego, alta concentração de renda, acesso à saúde e educação).
Isso se deve pela existência das falhas de mercado presentes e inerentes ao próprio sistema capitalista. 
Nas palavras do economista Joseph Stiglitz vencedor do Prêmio Nobel de economia em 2001:  
" As economias de mercado se caracterizam por um alto grau de imperfeições (…) Modelos econômicos mais antigos presumem a existência de informações perfeitas (concorrência perfeita ou ausência de falhas de mercado), mas mesmo pequenas imperfeições nas informações (falhas de mercado) podem ter grandes conseqüências econômicas. Nossos modelos levaram em consideração a 'assimetria de informações', que é uma outra maneira de se dizer 'Algumas pessoas sabem mais do que outras. (…) Nosso sistema global se caracteriza por muitas desigualdades (…) Parece-me extremamente importante tratar dessas desigualdades. (…) Stiglitz também comentou que a "Economia pode fazer a diferença" para melhorar o padrão de vida das populações, sobretudo ao se focalizar "nas diferenças entre os mais bem aquinhoados e os carentes".

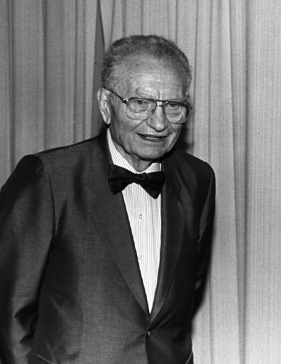
O criador do termo "NeoKeynesianismo", Paul Samuelson, em 1997

Para os neokeynesianos não existem mecanismos na teoria economia neoclássica que possa garantir de que os comportamentos dos livres mercados que tendem a obter um equilíbrio natural (graças à "mão invisível") e que os agentes econômicos (que devem perseguir seus próprios interesses) devam representar necessariamente os interesse da sociedade em geral. 
Na economia neoclássica, existe a crença de que as economias competitivas seriam sempre conduzidas por uma mão invisível para a mais eficiente possível alocação de recursos e desta forma atingir de forma direta a eficiência de Pareto através da livre competição e dos livres mercados. 
Essa posição ideológica da economia neoclássica é fortemente debatida pelos NeoKeynesianos que alcunharam o termo de "fundamentalismo de livre mercado". 
Os neokeynesianos apoiam a existência de uma economia de mercado regida sobre uma regulação econômica minima por parte do estado a fim de coibir e corrigir as falhas de mercado inerentes ao sistema capitalista. 
Segundo a "ideologia neoclássica tradicional" os livres mercados são "Pareto-eficientes", exceto em alguns poucos casos enumerados, onde falhas de mercado ocorram. Segundo "paradigma da informação imperfeita" formulado por Stigllitz e os livres mercados em sua maioria praticamente não são "Pareto-eficientes".
Na visão neokeynesiana, essas falhas de mercado não possuem poder cíclico regenerativo, assim o livre mercado não atingirá a eficiência de Pareto. Ainda nas palavras do economista Joseph Stiglitz:
"Uma vez que o conceito de informações imperfeitas e incompletas foi introduzido, os defensores do livre mercado da Escola de Chicago já não podem mais sustentar sua tese descritiva da eficiência de Pareto no mundo real. Portanto o uso, por Stiglitz, das hipóteses do equilíbrio das expectativas racionais, que levam a um mais perfeito entendimento do capitalismo do que a visão comum entre os teóricos da expectativa racional, nos conduz, paradoxalmente, à conclusão de que o capitalismo se desvia do modelo de uma tal maneira que justificaria a ação do estado --keynesianismo-- como remédio."

## Pensadores neokeynesianos notáveis
Abaixo listam-se as figuras mais proeminentes da linha de pensamento da escola neokeynesiana: 
- Paul Samuelson — principal precursor da escola neokeynesiana e Prêmio Nobel de economia em 1970;
- Paul Krugman — vencedor do Prêmio Nobel de economia em 2008
- George Arthur Akerlof — vencedor do Prêmio Nobel de economia em 2001 (dividido com Stiglitz e Spence )
- Michael Spence — vencedor do Prêmio Nobel de economia em 2001 (dividido com Stiglitz e Akerlof)
- James Tobin — vencedor do Prêmio Nobel de economia em 1981
- Amartya Sen — vencedor do Prêmio Nobel de economia em 1998
- Jean Tirole — vencedor do Prêmio Nobel de economia em 2014
- Angus Deaton — vencedor do Prêmio Nobel de economia em 2015